# Prizzi
Prizzi è un comune italiano di 4 065 abitanti della città metropolitana di Palermo in Sicilia.

## Geografia fisica

### Territorio
Dista 72 km da Palermo e 79 da Agrigento; con un'altitudine di 966 metri s.l.m. è uno dei comuni più alti della Sicilia.
Nota: si precisa che l'altitudine di 966 m s.l.m., come da convenzione, è riferita al punto in cui è situato il Palazzo del Comune. Secondo i dati riportati sul sito "Statistiche Italia", visibili cliccando qui, l'altitudine massima raggiunta nei territori di Prizzi è di 1.127 m s.l.m.

### Clima
Nel territorio comunale è ubicata la stazione meteorologica di Prizzi, ufficialmente riconosciuta dall'Organizzazione meteorologica mondiale.
| Prizzi (1961-1990)           | Mesi        | Mesi        | Mesi        | Mesi        | Mesi        | Mesi        | Mesi        | Mesi        | Mesi        | Mesi        | Mesi        | Mesi        | Stagioni | Stagioni | Stagioni | Stagioni | Anno  |
| Prizzi (1961-1990)           | Gen         | Feb         | Mar         | Apr         | Mag         | Giu         | Lug         | Ago         | Set         | Ott         | Nov         | Dic         | Inv      | Pri      | Est      | Aut      | Anno  |
| ---------------------------- | ----------- | ----------- | ----------- | ----------- | ----------- | ----------- | ----------- | ----------- | ----------- | ----------- | ----------- | ----------- | -------- | -------- | -------- | -------- | ----- |
| T. max. media (°C)           | 7,0         | 7,5         | 9,6         | 12,9        | 18,4        | 23,4        | 26,9        | 26,6        | 22,6        | 17,1        | 11,9        | 8,2         | 7,6      | 13,6     | 25,6     | 17,2     | 16,0  |
| T. min. media (°C)           | 1,9         | 1,9         | 3,0         | 5,5         | 9,8         | 13,6        | 16,6        | 16,5        | 13,9        | 10,2        | 6,3         | 3,4         | 2,4      | 6,1      | 15,6     | 10,1     | 8,6   |
| T. max. assoluta (°C)        | 20,6 (1962) | 20,6 (1979) | 21,4 (1981) | 27,4 (1971) | 29,6 (1973) | 34,5 (1982) | 38,8 (1988) | 37,4 (1987) | 33,2 (1982) | 29,2 (1981) | 22,0 (1961) | 18,6 (1989) | 20,6     | 29,6     | 38,8     | 33,2     | 38,8  |
| T. min. assoluta (°C)        | −8,0 (1979) | −6,2 (1989) | −6,4 (1971) | −2,6 (1973) | 0,4 (1970)  | 5,8 (1969)  | 8,4 (1969)  | 9,8 (1975)  | 5,4 (1983)  | 0,4 (1974)  | −3,2 (1978) | −5,0 (1986) | −8,0     | −6,4     | 5,8      | −3,2     | −8,0  |
| Giorni di gelo (Tmin ≤ 0 °C) | 6           | 8           | 5           | 1           | 0           | 0           | 0           | 0           | 0           | 0           | 1           | 4           | 18       | 6        | 0        | 1        | 25    |
| Nuvolosità (okta al giorno)  | 5,5         | 5,4         | 5,0         | 4,6         | 3,6         | 2,6         | 1,5         | 1,9         | 3,0         | 4,1         | 4,5         | 5,2         | 5,4      | 4,4      | 2,0      | 3,9      | 3,9   |
| Precipitazioni (mm)          | 71,2        | 55,1        | 51,4        | 46,0        | 26,2        | 10,1        | 11,1        | 16,9        | 36,0        | 71,1        | 68,6        | 80,7        | 207,0    | 123,6    | 38,1     | 175,7    | 544,4 |
| Giorni di pioggia            | 11          | 10          | 8           | 7           | 4           | 2           | 1           | 2           | 5           | 8           | 9           | 11          | 32       | 19       | 5        | 22       | 78    |
| Umidità relativa media (%)   | 79          | 77          | 73          | 66          | 62          | 58          | 51          | 57          | 64          | 73          | 80          | 80          | 78,7     | 67       | 55,3     | 72,3     | 68,3  |

## Storia

### Età antica
Le origini del Comune di Prizzi sembrano risalire ai superstiti della città sicana Hippana che, nel 258 a.C., originarono il Castello di Prixis.
La città di Hippana è stata probabilmente fondata da Gerone, intorno al 480/476 a.C. Si narra che, in seguito ad un assalto dei Romani, gli Hyppani si rifugiarono sulla Montagna di fronte, da qui la nascita del popolo di Prizzi.

### Età medievale
Nei secoli, la cittadina, che ha conservato intatto il suo fascino medievale, ha subito innumerevoli dominazioni che ne hanno ampliato l'importanza. Poco alla volta e per un insieme d'eventi favorevoli, Prizzi si costituisce capoluogo dei casali e villaggi vicini e si attribuisce un esteso entroterra che diviene la sua provincia. Questo territorio su cui Prizzi riesce ad imporsi, nel 1155 viene smembrato da Matteo Bonello, fratello del fondatore Guglielmo, signore normanno di Prizzi, che ne assegna una parte al monastero di Sant'Angelo di pertinenza dell'abbazia di Casamari e una parte al monastero di San Cristoforo. La donazione di Matteo Bonello al monastero di Sant'Angelo fonda l'attuale territorio comunale di Prizzi. Dai Bonello passò ai Villaraut e per eredità ai Del Bosco e ai Bonanno.

### Simboli
- Colori: blu, grigio.
- Simboli: torre

Lo stemma rappresenta tre torri con al centro un soldato saraceno.

## Monumenti e luoghi d'interesse

### Architetture religiose
- Chiesa di Sant'Antonio Abate, primitiva chiesa madre
- Chiesa di San Giorgio Megalomartire, Chiesa madre
- Chiesa di San Sebastiano
- Chiesa di Sant'Antonio Abate
- Chiesa di San Nicolò XVI secolo
- Chiesa di San Leonardo o delle Anime Purganti XVI secolo
- Chiesa di Maria Santissima del Carmelo
- Chiesa di Maria Santissima delle Grazie 1620
- Chiesa di Maria Santissima del Soccorso 1656
- Chiesa di San Francesco d'Assisi (già di San Rocco) e convento dell'Ordine dei frati minori conventuali
- Chiesa del Santissimo Crocifisso di contrada Salaci
- Chiesa di Sant'Anna 1600
- Chiesa di San Giovanni Battista 1670
- Chiesa di San Giuseppe o del Collegio di Maria 1709 e convento
- Chiesa di San Calogero 1722
- Chiesa di San Michele Arcangelo 1780
- Chiesa di Santa Rosalia
- Chiesa di San Vito, documentata
- Chiesa di San Lorenzo, documentata
- Abbazia di Santo Angelo de Pericio o Santo Angelo 1150 con convento dell'Ordine carmelitano

### Architetture civili
- 745, Castello normanno - chiaramontano di Prizzi, edificio d'epoca bizantina edificato da Costantino V il Copronimo. Integrato con torri in epoca araba. Ricostruzione normanna operata da Matteo Bonello.

- 1150, Castello della Margana di Prizzi. Epoca XIV secolo, edificato dai Cavalieri Teutonici e documentato sotto Guglielmo I di Sicilia come donazione all'Ospedale dei Lebbrosi di Palermo.[7]. Attualmente di proprietà privata.

- Museo archeologico

### Siti archeologici
- Hippana
  - Teatro di Hippana

## Società

### Evoluzione demografica
Abitanti censiti

### Tradizioni e folclore
Fra le tradizioni locali spicca il ballo dei diavoli, noto anche come Pasqua a Prizzi.

## Cultura

### Istruzione

#### Musei
- Museo archeologico Hippana
- Museo etno-antropologico

### Media

#### Radio
Emittenti non più attive:
- Radio Prizzi Alternativa
- Radio Prizzi Centrale

## Geografia antropica

### Frazioni
- Filaga

## Amministrazione
Di seguito è presentata una tabella relativa alle amministrazioni che si sono succedute in questo comune.
| Periodo          | Periodo          | Primo cittadino           | Partito              | Carica                    | Note  |
| ---------------- | ---------------- | ------------------------- | -------------------- | ------------------------- | ----- |
| 19 maggio 1986   | 13 giugno 1990   | Antonino Garofalo         | Democrazia Cristiana | Sindaco                   | [ 9 ] |
| 13 giugno 1990   | 22 luglio 1992   | Giovanni Mercadante       | Democrazia Cristiana | Sindaco                   | [ 9 ] |
| 22 luglio 1992   | 20 luglio 1993   | Antonino Garofalo         | Democrazia Cristiana | Sindaco                   | [ 9 ] |
| 23 novembre 1993 | 1º dicembre 1997 | Girolamo Cannariato       | lista civica         | Sindaco                   | [ 9 ] |
| 1º dicembre 1997 | 28 maggio 2002   | Luigi Lucio Maria Vallone | lista civica         | Sindaco                   | [ 9 ] |
| 28 maggio 2002   | 15 maggio 2007   | Luigi Lucio Maria Vallone | lista civica         | Sindaco                   | [ 9 ] |
| 15 maggio 2007   | 9 maggio 2012    | Antonino Garofalo         | lista civica         | Sindaco                   | [ 9 ] |
| 9 maggio 2012    | 12 giugno 2017   | Luigi Lucio Maria Vallone | lista civica         | Sindaco                   | [ 9 ] |
| 12 giugno 2017   | 14 giugno 2022   | Luigi Lucio Maria Vallone | lista civica         | Sindaco                   | [ 9 ] |
| 14 giugno 2022   | 20 marzo 2025    | Antonina Comparetto       | lista civica         | Sindaco                   | [ 9 ] |
| 20 marzo 2025    | 26 maggio 2025   | Angelo Sajeva             |                      | Commissario Straordinario |       |
| 26 maggio 2025   | In carica        | Luigi Lucio Maria Vallone | lista civica         | Sindaco                   |       |

### Altre informazioni amministrative
Il comune di Prizzi fa parte delle seguenti organizzazioni sovracomunali: regione agraria n.1 (Montagna interna - Montagna di Corleone).

## Sport

### Calcio
La principale squadra di calcio della città è l'U.S.D. Prizzi, militante in seconda categoria.